# Mel
Mel là một đô thị ở tỉnh Belluno trong vùng Veneto, có vị trí cách khoảng 170 km về phía bắc của Venice và khoảng 14 km về phía tây nam của Belluno và khoảng 16 km northest of Feltre. Tại thời điểm ngày 31 tháng 12 năm 2004, đô thị này có dân số 6.311 và diện tích 85,7 km².
Đô thị Mel có các frazioni (subdivisions) of Villa di Villa; Carve; Pellegai; Tiago; Samprogno; Zottier; Nave; Tallandino; Marcador; Farra; Col; Pagogna; Follo; San Pietro; Bardies; Gus; Cordellon.
Mel giáp các đô thị: Cison di Valmarino, Follina, Lentiai, Miane, Santa Giustina, Sedico, Trichiana, Valdobbiadene.